# 톤부리 왕국
톤부리 왕국(태국어: ธนบุรี)는 버마에 의한 아유타야 왕국의 붕괴 후 짧은 기간 동안 존재했던 태국의 정통 왕국의 하나로 수도는 톤부리였다. 중국계 태국인이었던 딱신 대왕에 의해서 만들어진 왕국이다.

## 역사
1767년 동남아시아를 거의 400년에 걸쳐 지배한 이후, 아유타야 왕국은 붕괴되었다. 왕궁은 불타고, 영토는 버마군이 장악하고 있었다. 버마의 점령기 동안, 타일랜드는 빠르게 영토를 회복하기 시작했다. 처음에 이러한 저항 운동은 남동쪽의 짠타부리에 근거를 두고 시작되었으며, 1년이 지나지 않아 딱신은 버마 점령군을 물리쳤다. 그는 지금의 차크리 왕조의 전신으로 짜오프라야강(메남)의 어귀에서 20 km 떨어진 짜오프라야강 서안의 톤부리를 기반으로 국가를 세울 수 있었다.
그 다음 해인 1768년 8월 딱신은 톤부리의 왕좌에 올랐으며, 끄룽 톤부리 왕(일반적으로 딱신 대왕)으로 이름을 짓고 청조에 사자를 보내 책봉을 요구했다. 그러나 건륭제는 딱신에 대해 부정적 평가를 내렸다. 청조와의 교섭은 1769년에 호전되어 교역을 재개하였고, 무기나 철, 유황 등의 전략 물자 획득의 길을 열었다.
그는 태국 중부를 빠르게 재통일하였으며, 1769년 서쪽 캄보디아를 정벌하였고, 그 이후 남쪽으로 진격을 하여 페낭과 테렝가누 주를 포함한 말레이 반도에 대한 태국의 통치권을 확보하였다. 태국 내의 수도에 대한 안전을 확보하기 위해, 1774년 버마를 기습했다. 1776년에는 치앙마이를 함락했고, 톤부리와 란나 왕국을 영구 통일했다. 1778년 톤부리는 비엔티안을 함락하여 라오스에 대한 지배권을 태국으로 종속시켰다.
딱신 왕의 일대 15년간 계속되었지만, 왕국 말기, 딱신 왕을 도왔던 장군 짜오 프라야 마하카삿트 슥크 차그리가 역성혁명을 일으켜 왕을 폐위, 처형하고 짜오프라야 마하카삿트 슥크(라마 1세)가 왕으로 오르면서 톤부리 왕국은 막을 내렸다.

## 같이 보기
- 딱신 대왕
- 톤부리 주